# Рогальський Михайло Вікторович
Михайло Вікторович Рогальський (нар. 15 березня 1986, Дніпро, Україна) —  український підприємець і фінансист, найбільш відомий як один із співзасновників компанії Fintech Band.

## Біографія
Навчався в Київському інституті міжнародних відносин при Київському національному університеті імені Тараса Шевченка.
Перша робота Михайла – керівник онлайн-видання «Газета по-київськи». Потім разом з Дмитро Дубілетом та Сергієм Даненко створив компанію Fine Web яка займалася розвитком медіапроєктів, таких як Gloss.ua, Formula 1.ua, Tennis.ua, а також запускала виробництво фотокниг.
В 2010 році розпочав свою кар'єру в ПриватБанку, одному з найбільших банків України. У ПриватБанку він обіймав різні значні посади, зокрема керівника платіжного бізнесу, що дало досвід традиційних банківських операцій та потенціалу цифрової трансформації. Остання позиція — керівник бізнесу платежів та переказів.
Після націоналізації ПриватБанку у 2016 році разом з Олегом Гороховським та Дмитром Дубілетом заснував компанію Fintech Band, яка в 2017 році сумісно з Універсал Банком запустила необанк monobank.

## Особисте життя
- Одружений на Дарʼї Білій, театральній художниці, авторці та ілюстраторці серії дитячих книжок.
- Анатолій Рогальський - брат, директор з маркетингу (CMO) monobank.
- Сестра - Марія Рогальська, психотерапевткиня.

## Нагороди та відзнаки
- Медаль МО України “За сприяння збройним силам” від 30.03.2024[джерело?]